# Utawarerumono
Utawarerumono (яп. うたわれるもの Утаварэрумоно, букв. «Тот, о ком поют песни») — манга и 26-серийный аниме-сериал, снятый в 2006 году. Являются адаптацией видеоигры в жанре приключения и тактической RPG, вышедшей 26 апреля 2002 года. Манга начала выходить в 2005 году в журнале Dengeki G's Magazine. В 2015 году вышло продолжение под названием Utawarerumono: Itsuwari no Kamen от студии White Fox.

## Сюжет
Сюжет «Utawarerumono» основывается на истории главного персонажа — Хакуоро, которого в лесу недалеко от деревни находит семья, состоящая из двух девушек и бабушки. Он тяжело ранен и потерял память. Семья решила приютить незнакомца до тех пор, пока он не поправится. Вскоре Хакуоро осваивается в деревне, где он остаётся жить дальше, но задолго до этого Хакуоро понимает, что жизнь в этой деревне подавляется жадным императором, управляющим страной, в которой находится их деревня. Позднее его недоброжелательные действия к деревне приводят к тому, что Хакуоро берётся возглавить сопротивление, которому удаётся сместить неугодного правителя. После этого Хакуоро становится императором новой огромной империи, которую называют Тускуру, в честь многоуважаемой женщины, спасшей ему жизнь.
После принятия престола и наступления общего спокойствия, Хакуоро быстро понимает, что управлять страной очень тяжело: ему приходится непрерывно находиться в битвах для защиты страны и народа. В конечном счёте, он лично руководил множеством битв за свободу всех жителей Тускуру, где было пролито немало крови. В это время Хакуоро знакомится с несколькими сильными воинами из разных стран и принимает желающих в свою растущую семью. Многие трудные и весёлые моменты им приходится переживать, но Хакуоро всё равно остаётся лидером, и все соглашаются с его лидерством.
Жанр этой истории это в первую очередь фэнтези-стиль со значительным влиянием культуры айнов, однако, ближе к концу переходит фантастическую тему. То есть, сначала вы окунаетесь в фэнтезийный мир магии и удивительных новых особенностей людей, но затем выясняется, что это постапокалиптическая Земля в далёком будущем.

## Сюжет Utawarerumono: Itsuwari no Kamen
Главный герой (позже прозванный как Хаку) просыпается посреди зимнего леса. Не понимая где он, он начинает блуждать в лесу до тех пор пока на него не нападает огромное насекомое, но его спасает девушка по имени Куон. Она решает отправить его в ближайшую деревню где поясняются способности Хаку: он довольно слаб физически (по сравнению со зверолюдьми), но довольно умён. Куон решает взять над ним опекунство и выручив главу деревни Укона они отправляются в столицу деревни Ямато где и будет происходить основное действие сериала. Местом действия на этот раз является город Ямато, центр всех прибрежных городов. Выясняется также происхождение зверолюдей: они искусственно созданные клоны первых людей.

## Список персонажей
Примечание: Большинство имён в сериале на айнском языке — используется фонетическая транслитерация по произношению в сериале.
Хакуоро (яп. ハクオロ) — На лице Хакуоро надета неснимаемая маска, которая закрывает его лоб и глаза. Его нашли тяжело раненым Эруруу, Аруруу и их бабушка недалеко от леса и затем вылечили его. Кроме того, он потерял все воспоминания, и поэтому понятия не имел, кто он такой и в каком мире он живёт. Ему дали имя Хакуоро в честь отца Эруруу и Аруруу — своё настоящее имя (Айсман) он тоже не помнил. Его основное оружие — огромный металлический веер, который подарила ему Тускуру. Может преобразовываться в металлическое гигантское существо. Позже выясняется, что он жил на закате человеческой цивилизации и был учёным, исследователем археологии, и ему вживили маску во время экспериментов. Благодаря ей, он был единственным человеком, который мог без защитного костюма передвигаться в открытом пространстве, уровень радиации в котором был критическим для человека. В конце новеллы умирает.
Сэйю: Рикия Кояма
Эруруу (яп. エルルゥ Эруру:) — первый человек, с которым познакомился Хакуоро после потери памяти. Она помогает Хакуоро вылечиться и набрать достаточно сил, чтобы он мог передвигаться без помощи Эруруу и костыля. Позже она влюбляется в Хакуоро. Эруруу очень эмоциональный, но заботливый человек. Ей дали имя в честь цветка существующего в мире этого аниме. Изначально, она училась у своей бабушки на лекаря, но когда вместе с Хакуоро и Аруруу перебралась во дворец, стала совмещать с этим ещё и должности императорского повара и завхоза. Она очень похожа на девушку, которая перед исчезновением человеческой цивилизации была создана в лабораторных условиях, как генетически усовершенствованный человек, где находился Хакуоро.
Сэйю: Рёка Юдзуки
Аруруу (яп. アルルゥ Аруру:) — Аруруу младшая сестра Эруруу. После убийства Мутикапы (лесного тигра с чрезвычайно густым и практически не пробиваемым мехом), Аруруу берёт себе детёныша монстра, которого называет Микуру и выращивает его. Аруруу пугливая и тихая, и так же, как и сестра, названа в честь вымышленного цветка. Считается, что цветы Эруруу и Аруруу растут вместе. Она зовёт Хакуоро ото:сан (яп. お父さん, означает «отец»). Чрезвычайно застенчивая, она тем не менее способна на сильную и искренюю дружбу. К тому же, ради защиты своего названного отца, готова броситься вместе с Микуру на любых врагов.
Сэйю: Миюки Савасиро
Оборо (яп. オボロ) — В начале истории Оборо был безрассудным главарём разбойников, которые жили в деревне недалеко от места, где остановился Хакуоро. Когда Хакуоро становится лидером сопротивления, Оборо объединяет силы с ним, и, присягая в вечной верности, зовёт Хакуоро старшим братом. Основное оружие Оборо — два лёгких меча, которые он использует в скоростных боевых техниках. Из-за своей горячности часто попадает во всевозможные передряги. Тем не менее, по косвенным сведениям, является потомком аристократического рода разорённого предыдущим императором. (На это указывает и его явное воинское воспитание, и парочка помощников — лучников, да и весь уклад его жизни.
Сэйю: Дайсукэ Кирии
Дории и Гураа (яп. ドリィ & グラァ Дори: & Гура:) — лучники, служащие Оборо. У Дории фиолетовые глаза, а у Гураа — синие. В одежде наоборот — нижняя часть одежды у Дории синяя, а у Гуры фиолетовая. Оба (в игре есть момент, где они спрашивают, показать их принадлежность к мужскому полу или нет) являются мастерами в плане обращения с луком и стрелами. После начала правления Хакуоро принимают под своё командование по отряду лучников.
Сэйю: Акэно Ватанабэ
Бенави (яп. ベナウィ Бэнав'и) — монофу (главнокомандующий) страны Кенасикорупе. Когда сопротивление во главе с Хакуоро захватывает Кенасикорупе, Бенави признаёт поражение и убивает императора, чтобы избавить его от пыток и унижений. Затем Бенави пытался покончить с собой, но Хакуоро не дал ему это сделать и предложил служить ему. У Бенави очень развито чувство ответственности перед своей страной. Он очень спокойный и рациональный человек, но злится, когда Хакуоро манкирует своими обязанностями правителя. Основное оружие Бенави — алебарда, которую он наиболее эффективно использует во время езды верхом.
Сэйю: Дайсукэ Намикава.
Куроу (яп. クロウ Куро:) — Заместитель Бенави. Настолько насколько Бенави непревзойдённый стратег и наездник, настолько же его правая рука Куроу непревзойдённый руководитель пехоты и тактик. Его оружие — двуручный меч. Потерпев поражение от тогда ещё бунтовщика Хакуоро и пережив штурм столицы, он по примеру своего начальника остался на службе у нового императора.
Сэйю: Цуёси Кояма
Тоука (яп. トウカ То:ка) — Токуа из племени Эвенкруа — Небесных Воинов несущих Правосудие. По наговору врагов, она напала на Хакуоро, но убедившись в его невиновности, дабы искупить свою вину, поступила к нему на службу в качестве телохранителя. Поскольку воинов Эвенкруа готовят с раннего детства, мало кто сможет противостоять ей когда у неё в руках любимая катана. Но в остальном, она так и осталась наивным подростком с кучей забавных привычек и комплексов.
Сэйю: Кая Миякэ
Юдзуха (яп. ユズハ Юдзуха) — Младшая сестра Оборо, о которой он нежно заботится. С рождения она болеет какой то неизлечимой болезнью, от которой даже Тускуру не смогла найти лекарства. Из-за этого, она чрезвычайно слаба физически и не может видеть. Но будучи окруженной заботой друзей всегда готова поддержать их своей тихой стойкостью. Судя по субтитрам к сериалу, её роль и способности до конца не раскрыты. В визуальной новелле просит ГГ с ней переспать, чтобы зачать ребёнка и оставить память о себе. В результате, она рожает ребёнка, но умирает (в ВН показан момент, как её брат, Оборо, стоит с ребёнком на руках у её могилы).
Сэйю: Маи Накахара
Карурауатуурэй (Карура) (яп. カルラゥアツゥレイ（カルラ） Карурауацу:рэй (Карура)) — Урождённая принцесса Нен-Тенку, была захвачена и пленена работорговцами, но обрела свободу после крушения корабля, на котором её перевозили вместе с другими рабами. Она и её брат — последние Гириягнес на Земле. Нечеловеческая сила этого рода позволяет ей голыми руками разрывать стальные цепи толщиной в эту самую руку. А выкованный для неё меч не могут поднять и десяток человек за раз. Отказавшись от престола в пользу своего брата, она осталась на службе у Хакуоро. Как символ отказа от трона, она носит громоздкий стальной ошейник, который на неё надели работорговцы. Не прочь сблизится с Хакуоро, но видя ревность Эруруу, и отсутствие энтузиазма с его стороны, особо не настаивает. Обожает посидеть где-нибудь на высоте с бутылочкой-другой сакэ. Давняя подруга Урутории.
Сэйю: Ацуко Танака
Урутории (яп. ウルトリィ Урутори:) — Первая принцесса Onkamiyamukai. Она решает стать yomoru (священник, посланный, чтобы следить за благосостоянием страны) Tusukuru после того, заинтересовавшись столь необычным императором. Как и все представители её вида, владеет сильной боевой магией. Кроме того, благодаря своему особому положению, священники часто выступают в качестве дипломатов, или третейских судей в международной политике.
Сэйю: Саяка Охара
Камю (яп. カミュ Камю) — Младшая сестра Урутории. Редкостная непоседа и озорница. Сумела подружится и завоевать любовь всего без исключения окружения Хакуоро, включая даже недоверчивую Аруруу. В отличие от всех её соплеменников, её крылья чёрного цвета. Это связано с таинственной и страшной легендой о духе прародительницы (дочери Айсмана) бесконечно перерождающейся в одном из своих потомков раз в поколение. Из-за этой жуткой легенды, сверстники всегда избегали её общества, да и некоторые жуткие привычки тоже не добавляли ей популярности. При дворе Хакуоро она обрела свой дом и счастье среди тех, кто любит её несмотря ни на что.
Сэйю: Риэ Кугимия
Тускуру (яп. トゥスクル Тусукуру) — Старейшина и целитель в деревне где нашли Хакуоро. Приютила его и помогла обрести своё место в мире. Погибла при внезапном нападении врагов. В честь неё главный герой называет страну, которой правит (в визуальной новелле).
Сэйю: Хисако Кёда

## Персонажи Utawarerumono: Itsuwari no Kamen
Хаку - главный герой Utawarerumono: Itsuwari no Kamen. Парень с длинными волосами, страдает амнезией. Слаб физически (по сравнению с зверолюдьми), но довольно умен. Найден Куон в то время, как он бродил в одном больничном халате по лесу. Имеет привычку привлекать к себе много людей, хотя сам он этого не осознаёт. Позже выясняется что он один из выживших людей после взрыва, который уничтожил всё человечество.
Сэйю: Кэйдзи Фудзивара
Куон — зверочеловек, лекарь. Во время странствий столкнулась с Хаку на которого напало огромное насекомое. С тех пор она заботится о нём как о ребенке. Является дочерью Хакуоро и Юзухи.
Укон — старейшина деревни, куда приходят Хаку и Куон. Храбр и добр, всегда помогает слабым. Позже выясняется что он является Королевским генералом, который для маскировки использует имя Укон, настоящее имя Ошутору.

## Список серий
| № серии | Название серии                                               | Трансляция в Японии   |
| ------- | ------------------------------------------------------------ | --------------------- |
| 1       | Незваный человек «Манэкарэдзарумоно» (招かれざるもの)        | 3 апреля 2006 года    |
| 2       | Свирепый Повелитель Леса «Арабуру Мори но О:» (荒ぶる森の王) | 10 апреля 2006 года   |
| 3       | Фиолетовый Янтарь «Мурасуки Кохаку» (紫琥珀)                 | 17 апреля 2006 года   |
| 4       | Дорога без возврата «Модорэну Мити» (戻れぬ道)               | 24 апреля 2006 года   |
| 5       | Дочь Леса «Мори но Мусумэ» (森の娘)                          | 1 мая 2006 года       |
| 6       | Собранная Сила «Цудо: Тикара» (集う力)                       | 8 мая 2006 года       |
| 7       | Вторжение в Столицу «Ко:то Синко:» (皇都侵攻)                | 15 мая 2006 года      |
| 8       | Посланник «Тё:тэйся» (調停者)                                | 22 мая 2006 года      |
| 9       | Запрет «Кинки» (禁忌)                                        | 29 мая 2006 года      |
| 10      | Наёмница «Ё:хэй» (傭兵)                                      | 5 июня 2006 года      |
| 11      | Вечное обещание «Эйэн но Якусоку» (永遠の約束)               | 12 июня 2006 года     |
| 12      | Неистовство «До:ё:» (動揺)                                   | 19 июня 2006 года     |
| 13      | Кровавая Бойня «Тинурарэта Татакай» (血塗られた戦い)         | 26 июня 2006 года     |
| 14      | Разорение «Сэнка» (戦禍)                                     | 2 июля 2006 года      |
| 15      | Окончание банкета «Утагэ но Овари» (宴の終わり)              | 9 июля 2006 года      |
| 16      | Конец битвам «Татакай но Хатэ» (戦いの果て)                  | 16 июля 2006 года     |
| 17      | Молодой Император «Осанаки О:» (幼き皇)                      | 23 июля 2006 года     |
| 18      | Освободительная Армия «Кайхо:гун» (解放軍)                   | 31 июля 2006 года     |
| 19      | Прощание «Кэцубэцу» (決別)                                   | 7 августа 2006 года   |
| 20      | Боевое Крещение «Уйдзин» (初陣)                              | 14 августа 2006 года  |
| 21      | Огромная Печать «Дайфу:ин» (大封印)                          | 21 августа 2006 года  |
| 22      | Отвратительный контракт «Имавасики Кэйяку» (忌まわしき契約)  | 28 августа 2006 года  |
| 23      | Место, где находится сердце «Кокоро но Арика» (心の在り処)   | 4 сентября 2006 года  |
| 24      | Разрушающийся «Хоробиюку моно» (滅びゆくもの)                | 11 сентября 2006 года |
| 25      | Древние Отпечатки Снов «Тайко но Юмэато» (太古の夢跡)        | 18 сентября 2006 года |
| 26      | Воспетый «Утаварэрумоно» (うたわれるもの)                    | 25 сентября 2006 года |

## Тематические композиции
Открывающая тема
Мусо: ка, исполняет Суара.
Закрывающие темы
Мадороми но Риннэ исполняет Эри Кавай.
Кими га Тамэ исполняет Суара в последней 26-й серии.